# 404特許
404特許（404とっきょ）は、かつて化学メーカーの日亜化学工業が保有していた窒化物半導体結晶膜の成長方法に関する日本の特許である。
特許番号が第2628404号であったことから、その下3桁を取って404特許と呼ばれる。
同社に勤務していた中村修二が職務発明したもので、裁判において、特許を受ける権利の帰属と、帰属が認められない場合の相当対価の支払いが争われた。

## 特許の概要
本特許は高輝度青色発光ダイオードの製造において結晶成長の過程で利用することができる「ツーフローMOCVD」技術に関するものである。高輝度青色発光ダイオードなどに用いるGaN(窒化ガリウム)の結晶を成長させるためには約1000℃に熱した基板にGaNの原料ガスを吹き付ける必要があるが、そのままではガスが舞い上がってしまい上手く結晶化することができない。そこで、別のガスを上から吹き付けることで、基板に原料ガス流を押しつけ、結晶成長を可能とした。ガス噴出口が2つ有るために「ツーフローMOCVD」と呼ばれる。
この発明は、1990年10月25日に特許出願され、1997年4月18日に登録された。

## 特許訴訟
2001年8月23日、404特許について、特許を受ける権利の原告への原始的帰属の確認、及びそれが認められない場合は譲渡の相当対価を求めて、中村は日亜化学工業を相手に訴訟を起こした。この訴訟は、「青色発光ダイオード訴訟（裁判）」、「青色ダイオード訴訟」、「青色LED訴訟（裁判）」、「中村裁判」などと呼ばれる。原告は、被告企業における高輝度青色LED製造に対する本特許の貢献度は100%と主張、対して被告は現在は利用されない技術と主張するなど、本特許の認識を巡っては真っ向から対立した。
一審の東京地方裁判所は、2002年9月19日に主位的請求である特許を受ける権利の帰属についての中間判決を行い、特許を受ける権利は被告企業に承継されたとの判断を示した。その後、2004年1月30日に、東京地裁は、原告の貢献度を50%として発明の相当対価を604億円と認定し、被告企業に対し原告が請求した約200億円の支払いを命じる判決を下した。
控訴審の東京高等裁判所では、2004年12月に裁判所が和解勧告を出し、2005年1月に原告被告とも受け入れて訴訟が終了。結果的に控訴審で判決が出ることはなかった。和解金は404特許も含めた原告の関わった全職務発明に対して約6億円（実際は延滞損害金も加えた約8億円）となり、日亜化学工業の支払額は一審判決の約200億円から大きく減額された。なお、知的財産高等裁判所が開設されたのはこの訴訟の終了後の2005年であったが、東京高裁には1950年から知的財産問題を専門に扱う知的財産部が設けられており、本件も知的財産部が担当した。

## 権利放棄
2006年3月8日、日亜化学工業は「量産においては必要とされない技術」であるとして本特許を2006年1月12日に放棄したことを発表した。本特許は、日本のほかに、米国、英国、ドイツ、オランダ、イタリア、フランスでも認められていたが、このうち、欧州5ヶ国では2005年10月24日に、米国では2006年2月2日に、それぞれ権利が失効した。日亜化学は、東京高裁での和解は、404特許のみを対象とするものではなく、日亜化学在籍時代に中村が関与した日本での登録特許191件、登録実用新案4件、継続中の特許出願112件及び対応する外国特許・出願、ノウハウを対象とするもので、東京高裁が示した算式で計算すると404特許の対価は1000万円を超えることはないと説明している。